# Eigentum (Schweiz)
Das schweizerische Zivilgesetzbuch (ZGB) definiert Eigentum als das Recht, über eine Sache in den Schranken der Rechtsordnung nach Belieben zu verfügen. Im Artikel 641 des Schweizerischen Zivilgesetzbuches steht: "Wer Eigentümer einer Sache ist, kann in den Schranken der Rechtsordnung über sie nach seinem Belieben verfügen. Er hat das Recht, sie von jedem, der sie ihm vorenthält, herauszuverlangen" (Vindikation) "und jede ungerechtfertigte Einwirkung abzuwehren."

## Verfassungsrecht
Die Eigentumsgarantie ist in der Bundesverfassung im 2. Titel, 1. Kapitel (Grundrechte) im Artikel 26 statuiert.

### Wortlaut
Eigentumsgarantie:
- Absatz 1 Das Eigentum ist gewährleistet.
- Absatz 2 Enteignungen und Eigentumsbeschränkungen, die einer Enteignung gleichkommen, werden voll entschädigt.

Staatliche Eingriffe in das Eigentum müssen den Vorgaben von Artikel 36 BV genügen und dürfen das Eigentum als Institut nicht aushöhlen. Sofern der Staat Enteignungen vornimmt oder Eigentumsbeschränkungen vorsieht, die einer Enteignung gleich kommen, muss er die Betroffenen vollwertig entschädigen. Über die Höhe der Entschädigung entscheiden die Eidgenössischen Schätzungskommissionen nach dem Bundesgesetz über die Enteignung (EntG).
Gemäß einem Bundesgerichtsentscheid aus dem Jahre 2005 kann unter Eigentumsbeschränkung mitunter auch eine Minderung des Nutzens verstanden werden, welche eine bestimmungsgemässe Nutzung von Eigentum einschränkt und so den Wert des Eigentums mindert. 

### Rechtsprechung des Bundesgerichts
Nach der mit BGE 126 I 213 vollzogenen Praxisänderung soll sich der Strassenanstösser unter Berufung auf die Eigentumsgarantie gegen ein Verkehrsregime zur Wehr setzen können, welches ihm die bestimmungsgemässe Nutzung seines Eigentums verunmöglicht oder übermässig erschwert. Das bedeutet aber auch, wie das Bundesgericht im erwähnten Entscheid bereits angedeutet hat, dass die Eigentumsgarantie den Strassenanstösser nicht vor jeder ihm lästigen Änderung des Verkehrsregimes schützt, sondern nur von einer solchen, die ihm die bestimmungsgemässe Nutzung seines Grundeigentums faktisch verunmöglicht.

### Eigentumsarten
Das Alleineigentum, das Gesamteigentum und das Miteigentum bilden die drei Eigentumsarten des schweizerischen Sachenrechts. Das Miteigentum kann in gewöhnliches Miteigentum und in qualifiziertes Miteigentum, dem so genannten Stockwerkeigentum, aufgeteilt werden.